# Deutsche Nationalmannschaft Skibergsteigen
Die deutsche Nationalmannschaft Skibergsteigen (German Skimountaineering Team) ist eine vom Deutschen Alpenverein (DAV) getroffene Auswahl an Skibergsteigern, die sich in Wettkämpfen des DAV oder des International Council for Ski Mountaineering Competitions (ISMC) qualifiziert haben.
Der DAV ist seit Herbst 2001 Mitglied beim ISMC und damit offizieller deutscher Verband für die Sportart Skibergsteigen. In der Saison 2001/2002 wurde vom DAV eine Nationalmannschaft Skibergsteigen ins Leben gerufen. Bei der I. Weltmeisterschaft im Skibergsteigen 2002 erreichte die deutsche Mannschaft in der Gesamtwertung der Nationen nach Medaillen und Punkten den 6. Rang, bei der II. Weltmeisterschaft im Skibergsteigen 2004 den 7. Rang und bei der Weltmeisterschaft im Skibergsteigen 2006 den fünften Platz. Bei der IV. Weltmeisterschaft im Skibergsteigen 2008 kam das Team auf Rang 6.
Teamchef der Nationalmannschaft war zuerst Stefan Winter, jetzt ist Mathias Keller Trainer und Koordinator.

## Wettkämpfe
Vor der Mitgliedschaft war das „DIAMIR-Race“ im Dammkar bei Mittenwald die „inoffizielle“ Deutsche Meisterschaft im Skibergsteigen.
Die Angehörigen der Nationalmannschaft müssen einen deutschen Pass oder einen festen Wohnsitz in Deutschland haben und nehmen in der jeweiligen Saison bei den Wettkämpfen des ISMC in Einzel- und Gruppendisziplinen teil. Die aussichtsreichsten Athleten werden für die Welt- bzw. Europameisterschaft nominiert. 2006 nahmen erstmals drei Damen und sechs Herren der Nationalmannschaft an der 12. Patrouille des Glaciers teil. 
Die Wettkämpfe im Skibergsteigen des DAV werden nach den internationalen Reglements des ISMC durchgeführt.

Am 4. Februar 2018 wurde Susi von Borstel Deutsche Meisterin im Skibergsteigen und konnte damit ihren Titel aus dem Vorjahr erfolgreich verteidigen.

### Deutsche Meisterschaften Skibergsteigen

#### Altersklassen nach den deutschen Wettkampfbedingungen

##### Tageswertungen
- Jugend: 15–19 Jahre
- AK I: 20–40 Jahre
- AK II: 41–50 Jahre
- AK III: ab 51 Jahren

##### DM-Wertungen
- Allgemeine Klasse: ab 20 Jahren, nur lange Strecke
- Jugend: 15–19 Jahre, nur kurze Strecke
- DM-Vertical Race: einheitliche Strecke

##### Cup-Wertungen
- Jugend: 15–19 Jahre, nur kurze Strecke
- Allgemeine Klasse: ab 20 Jahre, kurze und lange Strecke
- Senioren: ab 41 Jahren, kurze und lange Strecke

### Ergebnisse
Meisterschaften werden ausgetragen im «Individual Race» auch im neu dazu gekommene «Vertical Race».
| Datum/Jahr    | Ort                                | Deutscher Meister Skibergsteigen | Zweiter Platz  | Dritter Platz    |
| ------------- | ---------------------------------- | -------------------------------- | -------------- | ---------------- |
| 18. Feb. 2019 | Jennerstier                        | Toni Lautenbacher                | Josef Huber    | Felix Kastner    |
| 4. Feb. 2018  | Hochkönig Erztrophy, Bischofshofen | Anton Palzer -3-                 |                |                  |
| 20. Feb. 2017 | Jennerstier                        | Anton Palzer -2-                 | Philipp Reiter | Philipp Schädler |
| 2016          |                                    | Anton Palzer                     |                |                  |

| Jahr | Deutsche Meisterin Skibergsteigen | Zweiter Platz     | Dritter Platz       |
| ---- | --------------------------------- | ----------------- | ------------------- |
| 2019 | Susanne von Borstel -3-           | Jacqueline Brandl | Theresa Graßl       |
| 2018 | Susanne von Borstel -2-           |                   |                     |
| 2017 | Susanne von Borstel               | Katharina Alberti | Sophie Vorschneider |
| 2016 |                                   |                   |                     |